# Exence
Exence ist eine italienische progressive Thrash- und Death-Metal-Band aus Florenz, die im Jahr 2000 unter dem Namen Essence gegründet wurde, sich 2009 auflöste und seit 2011 wieder aktiv ist.

## Geschichte
Die Band wurde im Jahr 2000 unter dem Namen Essence von dem Sänger Massimiliano „Max“ Pasciuto, dem Schlagzeuger Francesco Brizzi und dem Bassisten Matteo Meucci gegründet. Als weiteres Mitglied kam der Gitarrist Federico „Pule“ Puleri hinzu. Nach ein paar Monaten wurde ein erstes Demo unter der Bezeichnung Ferocity aufgenommen. 2002 verließ Meucci die Besetzung, woraufhin der Bassist Mirko Serra und der Gitarrist Emanuele Righi dazukamen. Es folgten Auftritte in der Toskana, unter anderem zusammen mit Bands wie Node und Coram Lethe. 2004 und 2005 wurde im Head Studio das Demo Dynamics aufgenommen und im Anschluss in den Zenith Studios gemastert. 2006 verließ Righi die Gruppe, um sich seinem eigenen Projekt widmen zu können. Zur gleichen Zeit kehrte der Schlagzeuger Brizzi, nach einjähriger Pause, zur Gruppe zurück. Nach 16-monatiger Arbeit beendete die Band 2008 die Arbeiten an ihrem Debütalbum. Die Aufnahmen hatten im italienischen Head Studio stattgefunden, ehe das Album in den schwedischen Not Quiet Studios abgemischt worden war.
Nachdem die Band 2008 ihren Namen in Exence umgeändert hatte, erschien das Hystrionic betitelte Album 2009 bei Punishment 18 Records. Nach einer Tour zusammen mit Cynic und Darkane trennten sich die Mitglieder. Zwei Jahre später belebte Puleri die Band wieder. Ergänzt wurde die Besetzung durch den Sänger Riccardo De Simone aka Ritchie Bleed, den Gitarristen Riccardo Tortoli, den Bassisten Dario Lastrucci und den Schlagzeuger Francesco „Breeze“ Brizzi. Im selben Jahr wurde daraufhin in den 16th Cellar Studios in Rom unter der Leitung von Stefano Morabito das nächste Album produziert. 2013 wurde es bei Punishment 18 Records unter dem Namen Tabula Rasa veröffentlicht.

## Stil
Reini von stormbringer.at schrieb in seiner Rezension zu Hystrionic, dass hierauf eine progressive Mischung aus Thrash- und Death-Metal enthalten ist. Die Gruppe selbst würde häufig Death und Pantera als ihre Einflüsse angeben. Klanglich hätten die Songs jedoch kaum etwas mit Pantera, jedoch schon eher mit Death etwas zu tun. Durch den in den Liedern verwendeten „hohe[n] Keifgesang“ fühlte er sich außerdem an Sadus erinnert, was Fans von klassischem Progressive Metal abschrecken könne. Hauptsongwriter Puleri verwende im Songaufbau eine Vielzahl an Riffs, wodurch es schwer sei, als Hörer die Songs zu verarbeiten. Cameron Ervin von metal-temple.com schrieb, dass Tabula Rasa vor allem durch die in den Songs vorkommenden Synkopen und groovenden Riffs so mitreißend sei. Der Gesang klinge eindimensional und schrill und erinnere an den von Meshuggah. In den Songs verwende man außerdem gelegentlich Rhythmen, die an Djent erinnern würden, und auch Riffs, die für den Progressive Metal typisch seien, würden verwendet. Besonders charakteristisch seien auch die Arrangements der Gitarren-Riffs, wobei Soli nur selten vorkämen. Der Bass klinge groovend, sei jedoch nicht immer vernehmbar.

## Diskografie
als Essence
- 2000: Ferocity (Demo, Eigenveröffentlichung)
- 2005: Dynamics (Demo, Eigenveröffentlichung)

als Exence
- 2009: Hystrionic (Album, Punishment 18 Records)
- 2013: Tabula Rasa (Album, Punishment 18 Records)